# East Stoke, Dorset
East Stoke är en ort och civil parish  i Storbritannien.   Den ligger i kommunen Dorset och riksdelen England, i den södra delen av landet, 170 km sydväst om huvudstaden London. East Stoke ligger 11 meter över havet och antalet invånare är 410.
Terrängen runt East Stoke är huvudsakligen platt. East Stoke ligger nere i en dal. Runt East Stoke är det ganska tätbefolkat, med 108 invånare per kvadratkilometer. Närmaste större samhälle är Poole, 14,4 km öster om East Stoke. Omgivningarna runt East Stoke är en mosaik av jordbruksmark och naturlig växtlighet.